# Manglerud Star (hokej na lodzie)
Manglerud Star Ishockey – norweski klub hokejowy z siedzibą w Manglerud, w obrębie Oslo.

## Historia klubu
Od 1997 do 1998 trenerem zespołu był Jarmo Tolvanen.

## Sukcesy
- Złoty medal mistrzostw Norwegii (2 razy): 1977, 1978